# Saint-Germain-de-Livet
Saint-Germain-de-Livet és un municipi francès situat al departament de Calvados i a la regió de Normandia. L'any 2007 tenia 811 habitants.

## Demografia

### Població
El 2007 la població de fet de Saint-Germain-de-Livet era de 811 persones. Hi havia 290 famílies de les quals 44 eren unipersonals (26 homes vivint sols i 18 dones vivint soles), 88 parelles sense fills, 136 parelles amb fills i 22 famílies monoparentals amb fills.
La població ha evolucionat segons el següent gràfic:
Habitants censats

### Habitatges
El 2007 hi havia 335 habitatges, 294 eren l'habitatge principal de la família, 16 eren segones residències i 25 estaven desocupats. 320 eren cases i 11 eren apartaments. Dels 294 habitatges principals, 246 estaven ocupats pels seus propietaris, 38 estaven llogats i ocupats pels llogaters i 9 estaven cedits a títol gratuït; 1 tenia una cambra, 14 en tenien dues, 52 en tenien tres, 66 en tenien quatre i 161 en tenien cinc o més. 225 habitatges disposaven pel capbaix d'una plaça de pàrquing. A 121 habitatges hi havia un automòbil i a 156 n'hi havia dos o més.

### Piràmide de població
La piràmide de població per edats i sexe el 2009 era:
| Homes | Edats   | Dones |
| ----- | ------- | ----- |
| 0     | 95 o +  | 0     |
| 0     | 90 a 94 | 4     |
| 0     | 85 a 89 | 4     |
| 0     | 80 a 84 | 8     |
| 12    | 75 a 79 | 16    |
| 12    | 70 a 74 | 4     |
| 20    | 65 a 69 | 16    |
| 16    | 60 a 64 | 8     |
| 20    | 55 a 59 | 16    |
| 24    | 50 a 54 | 12    |
| 24    | 45 a 49 | 28    |
| 16    | 40 a 44 | 36    |
| 32    | 35 a 39 | 16    |
| 20    | 30 a 34 | 28    |
| 0     | 25 a 29 | 4     |
| 16    | 20 a 24 | 8     |
| 44    | 15 a 19 | 12    |
| 16    | 10 a 14 | 24    |
| 12    | 5 a 9   | 16    |
| 24    | 0 a 4   | 8     |

## Economia
El 2007 la població en edat de treballar era de 527 persones, 380 eren actives i 147 eren inactives. De les 380 persones actives 353 estaven ocupades (197 homes i 156 dones) i 26 estaven aturades (11 homes i 15 dones). De les 147 persones inactives 60 estaven jubilades, 42 estaven estudiant i 45 estaven classificades com a «altres inactius».

### Ingressos
El 2009 a Saint-Germain-de-Livet hi havia 282 unitats fiscals que integraven 786 persones, la mediana anual d'ingressos fiscals per persona era de 17.065 €.

### Activitats econòmiques
Dels 18 establiments que hi havia el 2007, 4 eren d'empreses de construcció, 3 d'empreses de comerç i reparació d'automòbils, 2 d'empreses financeres, 2 d'empreses immobiliàries, 6 d'empreses de serveis i 1 d'una empresa classificada com a «altres activitats de serveis».
Dels 4 establiments de servei als particulars que hi havia el 2009, 1 era una fusteria, 1 lampisteria, 1 perruqueria i 1 agència immobiliària.
L'any 2000 a Saint-Germain-de-Livet hi havia 22 explotacions agrícoles que ocupaven un total de 1.290 hectàrees.

## Equipaments sanitaris i escolars
El 2009 hi havia una escola elemental.

## Poblacions més properes
El següent diagrama mostra les poblacions més properes.